# 그들이 사는 세상
《그들이 사는 세상》은 2008년 10월 27일부터 2008년 12월 16일까지 방송되었던 KBS 2TV 월화 드라마로 콤비로 유명한 표민수 PD와 노희경 작가의 프로그램으로 《풀하우스》 이후 영화에만 전념해 온 송혜교의 4년 만에 브라운관 복귀작이며, 《눈의 여왕》 이후 2년만의 브라운관에 돌아온 현빈의 복귀작이다.

## 기획 의도
한국 드라마에서 여전히 낯선 전문직 현장 드라마라는 장르를 개척하기 위해 만들어졌다. 지금까지의 표피적인 방식에 멜로만을 섞어 놓은 방송국 드라마가 아닌 드라마 만드는 전 과정을 보여줌으로써 풍성하고 색다른 볼거리를 제공한다. 또한 사전 제작으로 완성도를 높이며 매회 강한 테마가 있는 세련된 시추에이션 형식을 사용해 형식미를 추구한다. 자본주의 사회에서 대다수의 사람들은 방송사 드라마 제작국을 선망하면서도 비윤리적이며 속물적 사고가 보편화되어 있다고 말한다. 그러나 정작 그곳에서 일하는 개인은 대다수 사람들처럼 사랑과 애정 그리고 관심이 필요하다. 《그들이 사는 세상》은 편견 속에 가려진 드라마국 사람들의 애환을 따뜻하게 조명하여 방송사와 일반인들 사이의 애틋한 이해를 끌어내려 한다.

## 등장 인물

### 주요 인물
- 송혜교 : 주준영 역 (아역 김서윤, 박혜빈(중학생))

드라마 PD. 말은 직설적이고, 일은 열정적이고, 동료와는 유쾌하게, 사랑에는 걸림 없는, 당차고 시원시원한 성격으로 방송가에 주목 받고 있는 새내기 드라마 PD.
- 현빈 : 정지오 역

드라마 PD. 몇 개의 작품을 했지만 작품으로나 시청률로나 손색없다는 평가를 받고 있으며, 예리하고 정의롭고 인간미 넘치고 따뜻하고 열정적으로 후배들에게는 선망의 대상이기도 한 드라마 PD.

### 방송국 사람들
- 김갑수 : 김민철 역

드라마국 국장. 젊어선 작품성 있는 작품도 만들고 시청률도 낼 만큼 낸, 데스크에 있으면서도 시청률과 작품성을 모두 다 잡아 역대 최고의 국장으로 불리며 승승가도를 달려온 드라마국 국장.
- 배종옥 : 윤영 역

배우. 감독과 스텝, 후배 배우들 사이에서 마귀할멈이라고 불리고 있으며, 과거에는 톱 여배우였지만 몇 번의 화려한 이혼경력 끝에 다시 혼자가 되어 배우로의 활동을 시작해 제2의 전성기를 누리고 있는 배우.
- 엄기준 : 손규호 역

드라마 PD. 이기적이며, 시청률을 위해선 수단과 방법을 가리지 않는 인물로 속물 중의 속물이며, 현재 방송 3사 중 가장 잘나가는 드라마 PD.
- 서효림 : 장혜진 역

배우. 학창시절 좋아하던 연예인의 팬클럽 회장을 하다가 배우가 되어 이제 막 데뷔한 신인 배우.
- 윤여정 : 오민숙 역

배우. 어려서 배우생활을 시작해 이날 이때껏 조연만 하였고 단 한번도 스포트라이트를 받아본 적은 없지만, 상대배역의 연기를 잘 받쳐줄 뿐 아니라, 나이가 들어서 모던한 연기에 대해선 누구나가 경배해마지않는 배우.
- 김창완 : 박현섭 역

드라마국 CP. 회사에는 그다지 도움이 되지 않지만, 인정미 넘치고 이해심 많고, 농담을 좋아하고 모두를 편하게 만들어 후배들에게 인기가 좋은 드라마국 CP.
- 김여진 : 이서우 역

드라마 작가. 거침없는 말투, 일상이나 대본이나 독특한 대사 법을 가진 드라마 작가. 꼼꼼하고, 정확한 대본제출일로 정평이 나 있지만, 잘난 척 한단 말도 곧잘 듣는다. 연애도 않고, 거의 일 중독에 빠져 산다.
- 최다니엘 : 양수경 역

조감독. 성격이 급하고, 단순하고, 앞뒤 안 가리는 다혈질에 좌충우돌 사고뭉치로 별명은 미친 양언니. 준영과는 동갑이지만, 재수를 하고, 의가사제대를 하고 방송국입사에 두번 낙방했다 붙어서 이제 조연출 2년차인 조감독.
- 이다인 : 김민희 (조감독) 역

얼굴은 이쁘장한데, 옷차림도 말투도 성격도 사내 같아 별명은 김군. 준영과 지오를 존경하는 조감독.
- 판유걸 : 철이 역

지오의 조감독.

### 주변 인물
- 이원종 : 지오 아버지 역
- 이준혁 : 강준기 역 - 대학병원 외과의사, 준영의 전 애인
- 차수연 : 이연희 역 - 대학시절 지오의 연인
- 윤종화 : 손규민 역 - 규호의 동생
- 오창석[1] : 성소유 역 - 배우

### 그 외 인물
- 김필
- 정인기 : 촬영 감독 역
- 이용기
- 백재진 : 스턴트맨 역
- 우현주 : 카페주인 역
- 이한종
- 손선근 : 방송위원회 위원 역
- 정병철
- 금호석 : 진범 역
- 김영광 : 이재환 역

### 우정출연
- 김지영 : 윤영 어머니 역 - 치매에 걸려 병원에 입원해 있는 엄마
- 나문희 : 지오 어머니 역 - 아들에게 헌신적인 엄마
- 이호재 : 정일우 역 - 배우. 병든 아내가 병원에 장기 입원해 있다.
- 김자옥 : 박수진 역 - 배우. 등골빼먹는 남편과 아들이 있다.
- 나영희 : 준영 어머니 역 - 천방지축 철없는 엄마

### 특별출연
- 한석준 : 극중 드라마 ‘천지연’의 제작발표회 사회자 역
- 김미진

## OST
| #            | 제목                             | 작사         | 작곡           | 가수         | 재생 시간 |
| ------------ | -------------------------------- | ------------ | -------------- | ------------ | --------- |
| 1.           | 〈Lalala…Love Song (Scat Song)〉 |              | 김형석         | 전유림       | 3:34      |
| 2.           | 〈처음부터 너야〉                | 양재선       | 김형석         | 김조한       | 4:08      |
| 3.           | 〈연연〉                         | 김사라       | 김형석         | 성시경       | 4:13      |
| 4.           | 〈눈물아 슬픔아〉                | 심재희       | 김형석         | 소야         | 3:39      |
| 5.           | 〈술래잡기〉                     | 윤사라       | 김형석         | 나윤권       | 4:17      |
| 6.           | 〈Lalala...Love Song〉           | 제이(J.ae)   | 김형석         | 애즈원       | 3:35      |
| 7.           | 〈사랑일까요〉                   | 심재희       | 김형석         | 소야         | 3:46      |
| 8.           | 〈Ready Action (Inst.)〉         | -            | 김형석, 류영민 | -            | 2:33      |
| 9.           | 〈Love Theme (Inst.)〉           | -            | 김형석, 류영민 | -            | 2:21      |
| 10.          | 〈준영 Theme (Inst.)〉           | -            | 김형석, 류영민 | -            | 3:02      |
| 11.          | 〈처음부터 너야 (Inst.)〉        | -            | 김형석         | -            | 4:09      |
| 12.          | 〈연연 (Inst.)〉                 | -            | 김형석         | -            | 4:14      |
| 총 재생 시간 | 총 재생 시간                     | 총 재생 시간 | 총 재생 시간   | 총 재생 시간 | 43:31     |

## 수상 경력
- 2008년 KBS 연기대상 남자 조연상 - 엄기준
- 2008년 KBS 연기대상 여자 조연상 - 배종옥

## 시놉시스
한편의 드라마를 만들기 위해 고군분투하는 남녀 PD가 있다. 주준영(송혜교 분)과 정지오(현빈 분)의 사랑과 드라마를 제작하기 위해 쏟는 그들의 열정이 펼쳐진다. 한편 윤영(배종옥 분)과 오민숙(윤여정 분) 등 배우들과 김민철(김갑수 분), 박현섭(김창완 분) 등의 드라마팀의 실제같은 이야기를 들을 수 있다. 제작현장에서 땀흘리는 드라마 스태프들의 일상을 리얼하게 담은 드라마이다.

## 회차별 줄거리
- 제1화 적(敵) (2008년 10월 27일)

준영이 친구들과 함께 한동안 헤어졌던 남자친구와의 재회 파티 준비로 한창일 때 지오 작품의 주 촬영 테이프가 손상되는 일이 벌어지고 준영은 회사의 지시로 서브감독으로 나가게 된다. 그런데 촬영현장에서 무리한 연출로 스턴트맨 사고가 나면서 방송 불발 직전에 놓인다. 준영이 촬영을 마치고 집에 돌아왔을 때 제 일만 우선시하는 준영에게 준기는 이기적이라며 이별을 선언했다. 그 시간 지오는 정말 죽을힘을 다 해 간신히 방송을 내보내고 성난 송출부 부장에게 뺨까지 맞는다.
- 제2화 설레임과 권력의 상관관계 (2008년 10월 28일)

맘에 드는 대본을 받은 준영은 지오의 조언을 받고 싶어한다. 대본을 보며 둘만의 추억의 장소를 찾아 우동을 먹으며 학창시절 둘의 추억을 회상한다. 지오는 예전부터 솔직하고 직설적이던 준영을 떠올린다. 추억보다는 현실에 몰입하고 있는 준영에게 지오는 연희와의 이별 사실을 아무렇지 않게 알린다.
- 제3화 아킬레스건 (2008년 11월 3일)

준영이 특집극 준비를 윤영의 회사와 외주제작으로 결정한 사실로 화가 난 민철은 준영에게 소리지른다. 지오는 준영을 위로하며 오래전부터 다시 만나고 싶었다고 고백한다.
- 제4화 내가 이해할 수 없는 그녀들의 이야기 (2008년 11월 4일)

준영의 대본 해석을 도와주려 준영 집을 찾은 지오는 물끄러미 바라보는 준영의 입술에 키스한다. 서로의 사랑을 확인한 준영과 지오는 해외촬영을 위해 공항으로 향한다.
- 제5화 내겐 너무도 버거운 순정 (2008년 11월 10일)

촬영장에서 준영은 계속해서 윤영에게 재촬영을 요구하며 복수아닌 복수를 한다. 한편 준영과 지오는 달콤한 날들을 보낸다. 이때 지오 앞에 옛 애인 연희가 나타나 다시 지오의 마음을 흔든다.
- 제6화 산다는 것 (2008년 11월 11일)

준영의 엄마와 갑작스럽게 마주치게 된 지오는 회사 선배라 말하고, 준영은 실망스런 엄마의 모습을 보여주게 되어 지오에게 창피하기만 하다. 한편 수경은 규호에 대한 감정이 더욱더 악화된다.
- 제7화 드라마트루기 (2008년 11월 17일)

민철은 윤영과 함께하는 시간이 마냥 행복하다. 규호는 해진이 조금씩 마음으로 들어온다. 한편 갑작스럽게 방송국에 오신 아버지 때문에 지오는 당황하게 된다.
- 제8화 그들이 외로울 때 우리는 무엇을 했나 (2008년 11월 18일)

드라마국 단합대회로 열리는 럭비경기에서 지오와 규호는 자존심을 건 한판승부를 한다. 한편 촬영을 마치고 여자수면실로 들어온 준영은 몰래 숨어있던 지오를 보고 놀란다.
- 제9화 드라마처럼 살아라 1 (2008년 11월 24일)

함께 잠이 들었던 준영과 지오를 발견한 김군은 그들을 차갑게 대한다. 한편 촬영장에서 또다시 사고를 저지르는 수경은 준영에게 크게 혼이 난다.
- 제10화 드라마처럼 살아라 2 (2008년 11월 25일)

호연의 송별모임을 끝내고 지오집으로 온 준영은 엄마의 과거 불건전한 생활을 얘기하며 눈물을 흘리고, 지오는 마음 아프게 준영을 안아주며 미안하다고 말한다. 지오는 단막극 준비하면서 어려움을 겪고 시골에 계신 엄마는 쥐병에 걸려 아프다. 그리고 전화를 받고 만난 준영의 엄마에게 어떻게든 마음에 들려고 노력한다.
- 제11화 그의 한계 (2008년 12월 1일)

준기를 만난 준영을 기다리며 지오는 속이 타들어간다. 한편 수경은 준영과의 일방적인 입맞춤을 자랑하고 다닌다. 그리고 지오는 준영에게 갑작스런 이별을 통보한다.
- 제12화 화이트 아웃 (2008년 12월 2일)

왜 헤어지자는 건지 이유를 물으러 온 준영에게 여전히 냉담하게 지오는 준영을 내몰아친다. 울며 촬영장으로 가는 준영은 차가 미끄러진다. 앞에서 오는 트럭의 헤드라이트에 시야가 하얘지는 모습을 보며 화이트 아웃을 떠올린다.
- 제13화 중독, 후유증 그리고 혼돈 (2008년 12월 8일)

지오가 아직도 옆에 있는 것 같다. 이별이 믿어지지 않는 준영은 힘들기만 하다. 한편 규호의 드라마 제작팀은 지오의 시골집 근처로 촬영을 가게 된다.
- 제14화 절대로 길들여지지 않는 몇 가지 (2008년 12월 9일)

서로 이별의 아픔을 잊으려고 준영은 수경을, 지오는 연희를 만나지만 서로의 아픔은 그리움으로 더해간다. 지오의 미니시리즈 기획 회의 차 해외로 가는 길에 뜻밖에 준영도 함께 동행하게 된다.
- 제15화 통속, 신파, 유치찬란 (2008년 12월 15일)

휴양지에서 신나게 춤추고 노는 준영과 수경. 이를 바라보며 지오는 질투심에 혼란스럽고 힘이 든다. 한편 윤영에게 전화 한 통이 걸려온다.
- 제16화 드라마처럼 살아라 3 (최종회) (2008년 12월 16일)

지오가 미니시리즈 촬영하면서 지오의 눈(녹내장) 때문에 촬영 감독이 사고를 당하자 준영이 공동연출로 투입된다. 함께 미니시리즈의 마지막 촬영을 마치고 쫑파티를 한다. 그리고 1년 후 그들의 모습은...

## 드라마 속 드라마
- 천지연

손규호가 연출하고 장해진이 데뷔하는 사극 드라마로, 작가 차수련, 주인공 영웅 역에 이재환(김영광 분), 미려 역에 전혜상(전혜상 분), 호결 역에 유치현(정석원 분), 공분 역에 장해진이 각각 맡았다.
- 사랑을 위하여

정지오가 구상하고 있는 드라마. 실제 작품은 노희경의 《우리가 정말 사랑했을까》이다.
- 내 생의 유혹

이서우 작가의 작품을 주준영이 연출한 단막 드라마. 실제 작품은 노희경의 《슬픈 유혹》이다.

## 이모저모
- 2009년 4월 23일부터 위성방송 채널 '위성극장'을 통해 16회 전편이 무삭제 고화질로 방송되었다.[2]
- 2009년 10월 29일 《그들이 사는 세상 대본집》을 출간했다. 16부 드라마를 8회씩 두 권의 책으로 묶었으며 편집은 노희경 작가의 드라마 대본 집필 형식을 최대한 따랐다. 작가로서의 신조를 최대한 반영하여, 마침표, 쉼표 하나뿐만 아니라 말줄임표의 개수까지 노희경 작가의 집필 방식을 그대로 살렸다.[3][4]
- 애초 수목 미니시리즈로 편성이 예정되었다가 갑작스럽게 월화 미니시리즈로 변경하는 동시에 당초보다 1주일 먼저 방영을 시작하면서 SBS 《타짜》에 출연중이던 김갑수 (김민철 역)는 본의 아니게 겹치기 출연하게 되었다.[5]

## 관련 서적
| 책 이름                            | 저자      | 출판사         | 출시일           | 비고                                                                                                   |
| ---------------------------------- | --------- | -------------- | ---------------- | --- |
| 그들이 사는 세상 1 (노희경 대본집) | 노희경 저 | 북로그 컴퍼니  | 2009년 10월 19일 | 읽는 드라마로의 첫 번째 시도, 드라마 <그들이 사는 세상>의 대본을 책으로 출간했다.                      |
| 그들이 사는 세상 2 (노희경 대본집) | 노희경 저 | 북로그 컴퍼니  | 2009년 10월 28일 | 읽는 드라마로의 첫 번째 시도, 드라마 <그들이 사는 세상>의 대본을 책으로 출간했다.                      |
| 지금 사랑하지 않는 자, 모두 유죄   | 노희경 저 | 헤르메스미디어 | 2008년 12월 15일 | 노희경의 산문집, 드라마 《그들이 사는 세상》의 명대사와 함께 노희경 자신이 겪었던 인생을 읽을 수 있다. |

## 동시간대 드라마
- MBC 월화드라마

《에덴의 동쪽》 (2008년 8월 26일 ~ 2009년 3월 10일)
- SBS 월화드라마

《타짜》 (2008년 9월 16일 ~ 2008년 11월 25일)
《떼루아》 (2008년 12월 1일 ~ 2009년 2월 17일)

## 같이 보기
- 《온에어》

드라마 제작현장과 그 속에서 일하는 드라마PD와 작가, 배우, 매니저들의 삶과 사랑 이야기를 다룬 SBS에서 방송된 21부작 드라마이다.
- 《드라마의 제왕》

'드라마는 무조건 돈이 되어야 한다'는 베테랑 외주 제작사 대표와 '드라마는 인간애'라고 주장하는 신인 작가, 타협을 모르는 국내 톱스타 배우가 만나 펼치는 드라마 제작기를 코미디 풍으로 그린 SBS에서 방송된 18부작 드라마이다.
- 《프로듀사》

예능 제작현장과 그 속에서 펼쳐지는 이야기를 다룬 KBS에서 방송된 12부작 드라마이다.